# 36-й Вирджинский пехотный полк
36-й вирджинский добровольческий пехотный полк (36nd Virginia Volonteer Infantry Regiment) — пехотный полк, набранный на территории Вирджинского полуострова во время Гражданской войны в США. Он сражался в основном в западной Вирджинии, Теннесси и Кентукки.
32-й вирджинский, известный также как 2-й канавский полк, был сформирован в июле 1861 года и включён в бригаду генерала Джона Флойда. Командиром полка стал полковник Джон Маккаусланд. Также в полк записался простым рядовым Томас Смит, сын бывшего губернатора Вирджинии, Уильяма Смита. Впоследствии он станет командиром этого полка.
Полк состоял из нескольких пехотных и кавалерийских рот:
- Рота A (Buffalo Guards) — округ Путнам
- Рота B (Logan County Wildcats) — округ Роан
- Рота C (Chapmanville Riflemen) — округ Роан
- Рота D (Boone Rangers) — округ Роан
- Рота E (Raleigh Rangers) — округ Роан
- Рота F (Mountain Riflemen) — округ Николас
- Рота G (Western Riflemen) — округ Роан
- Рота H (Captain Louis Lechenet’s Company)
- Рота I или K (Captain Riggs Company) (расформирована в августе 1861[2])
- Рота I или K (Fairview Rifle Guards)
- Рота кпитана Роберта Бэйли
- Рота капитана Уильяма Липскомба
- Кавалерийская рота Альберта Дженкинса[3]
- Кавалерийская рота Джеймса Корна

В составе бригады Флойда полк сражался при Кросс-Лэйнс и при Кэрнифакс-Ферри в западной Вирджинии, затем был переведён в Теннесси. Он участвовал в сражении за форт Донелсон, где потерял 14 человек убитыми и 46 ранеными. После сражения он вернулся в Вирджинию, где Джон Маккаусланд стал командиром бригады. Полк сражался при Клойд-Маунтин и при Пьедмонте, а в 1864 году участвовал в кампании в долине Шенандоа. Его последним сражением стало сражение при Уэйнсборо 2 марта 1865 года.